# Amper

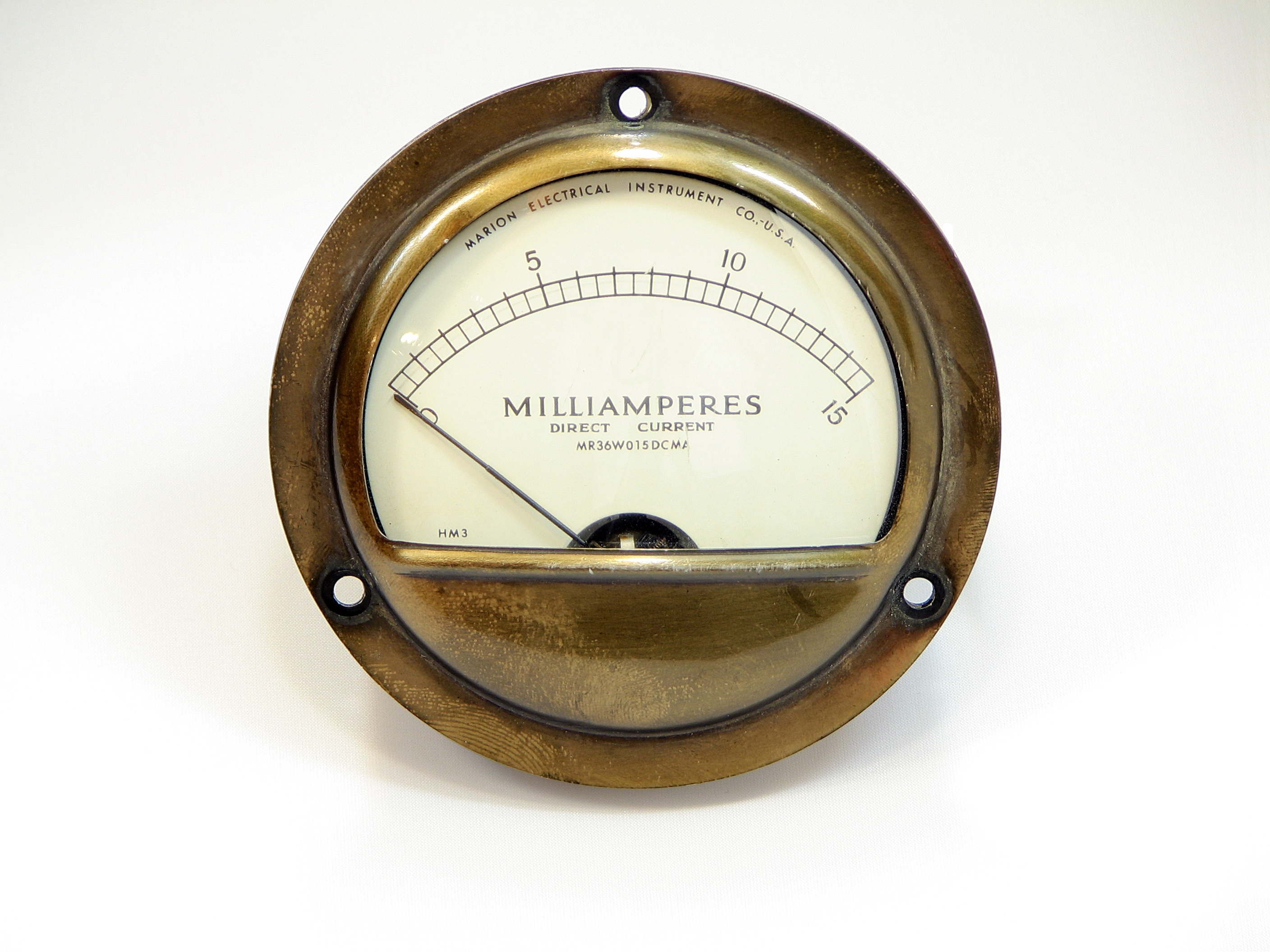
Régi, hagyományos, egyenáramú ampermérő

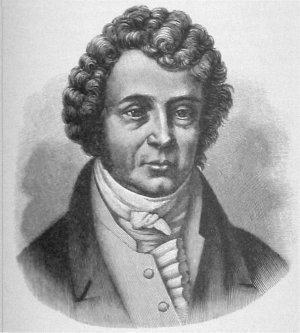
André-Marie Ampère (1775-1836) francia fizikus

Az amper az elektromos áram erősségének mértékegysége a Nemzetközi Mértékegységrendszerben. Jele: A. A mértékegység a nevét André-Marie Ampère francia fizikusról kapta.
1 kA (kiloamper) = 1000 A
1 A = 1000 mA (milliamper)

## Az amper új definíciója a 2019-től érvényes SI-ben
Az amper új definíciója 2019. május 20-tól érvényes Nemzetközi Mértékegységrendszerben a természeti állandóként rögzített fizikai mennyiséghez, az elemi töltéshez (e) kapcsolódik. Ennek értéke a jelenleg érvényes 2018-as CODATA ajánlás szerint: e=1,602176634·10−19 C.
Az ampert a coulomb (C) korábbi definíciója alapján lehet kifejezni. A coulomb korábbi definíciója szerint az a töltésmennyiség, amely egy amper esetén egy másodperc (s) idő alatt átfolyik a vezetőn (1 C = 1 A × 1 s, vagyis egyenlő az amper és a másodperc szorzatával). Az ampert ebben az összefüggésben kifejezve:
{\displaystyle {\rm {1\ A=1\,{\frac {C}{s}}}}}
Az ampert a coulomb és a másodperc helyett közvetlenül a rögzített természeti állandók alapján kifejezve:
{\displaystyle {\rm {1\ A={\frac {{\mathit {e}}\cdot \Delta \nu _{Cs}}{1,\!602176634\cdot 10^{-19}\cdot 9\ 192\ 631\ 770}}}}}
Ahol a coulomb (C) az új definíciója szerint:
{\displaystyle {\rm {1\ C={\frac {\mathit {e}}{1,\!602176634\cdot 10^{-19}}}}}}
és ahol a másodperc (s) a definíciója szerint:
az alapállapotú 133Cs atom két hiperfinom energiaszintje közötti átmenetnek megfelelő sugárzás (ΔνCs) 9 192 631 770 periódusának időtartama.

## Korábbi definíciója
Egy amper az elektromos áramerőssége annak az állandó áramnak, amely két egyenes, párhuzamos, végtelen hosszúságú, elhanyagolhatóan kicsiny kör keresztmetszetű és egymástól 1 méter távolságban, vákuumban elhelyezkedő vezetőben fenntartva, e két vezető között méterenként 2·10−7 newton erőt hoz létre.
Ennek a definíciónak az volt a hátránya, hogy az erő maga más mértékegységeken alapul, amiket előbb definiálni szükséges: tömeg (kg), hossz (m), idő (s).